# Forbes-museum van Tanger
het Forbes-museum van Tanger was een museum gesticht door de grondlegger van het Amerikaanse tijdschrift Forbes, Malcolm Forbes.
Het museum was gevestigd in Malcolm Forbes' Paleis Mendoub, een 10- hectare groot gebied gelegen in Marshan in Tanger. Het museum had een collectie van 115.000 modelsoldaten van lood. Na de dood van Forbes in 1990 werd het museum gesloten en het pand verkocht aan de regering van Marokko. Het wordt sindsdien gebruikt als verblijfsplaats voor hoogwaardigheidsbekleders.
Het museum diende in 1987 als filmlocatie voor het hol van de schurk voor de 15e James Bondfilm The Living Daylights.